# Richard Krieger (Entomologe)
 Karl Richard Krieger (* 21. Januar 1856 in Eilenburg; † 3. Januar 1920 in Leipzig) war ein deutscher Zoologe.

## Werdegang
Karl Richard Krieger wurde am 21. Januar 1856 als Sohn des Kaufmanns Johann Karl Ferdinand Krieger († 1867) und seiner Ehefrau Marie geb. Krutsch in Eilenburg geboren. Im Herbst desselben Jahres siedelten seine Eltern nach Leipzig über. Vom Jahr 1863 bis 1864 besuchte Krieger die 2. Bürgerschule zu Leipzig. Anschließend absolvierte er bis zum Jahr 1869 die Teichmannsche Privatschule. Danach durchlief er das Nikolaigymnasium zu Leipzig bis 1875 und schloss mit dem Maturitätsexamen ab. Nachdem er am 16. April 1875 an der Universität Leipzig inskribiert worden war, widmete er sich dem Studium der Naturwissenschaften und der Mathematik. Er hörte Vorlesungen bei den Dozenten Bruhns, Credner, Hankel, Masius, Nitsche, Schenk, Chun, Rolph und arbeitete in den Laboratorien der Herren Leuckart, Schenk und Wiedemann.
Im Jahr 1879 erhielt er den Doktortitel, seine Dissertationsschrift lautete „Über das Zentralnervensystem des Flusskrebses“ eingereicht bei der Universität Leipzig.
Krieger war Vorsitzender des Entomologischen Vereins „Fauna“ zu Leipzig. 1903 war er Gymnasiallehrer am Nikolaigymnasium in Leipzig und wurde im selben Jahr zum Professor ernannt. Bekannt war er durch seine Forschungen auf dem Gebiete der Hymenopterenkunde, insbesondere durch seine Studien an Ichneumoniden (Schlupfwespen). Er war Mitglied in der Deutschen Entomologischen Gesellschaft und langjähriger, verdienter 1. Schriftführer der Naturforschenden Gesellschaft zu Leipzig.
Sein Sohn Karl Robert Heinrich Krieger wurde am 30. Januar 1887 in Leipzig geboren, er war ein Forstwissenschaftler.

## Werke (Auswahl)
- Ueber das Centrainervensystem des Flusskrebses. – Zeitschrift für wissenschaftliche Zoologie – 33: 527–594. (1879–1880) PDF
- Eine Methode, aus microscopischen Querschnitten eine Ansicht des untersuchten Gegenstandes zu construiren – Zoologischer Anzeiger – 1: 369–370. (1878) PDF